# Krivasoo
Krivasoo ("Krivský močál") je močál v Alutaguské nížině v estonském kraji Ida-Virumaa. Jeho část je dnes zaplavena vzdutím Narvské přehrady. 
Močál je významný jako dějiště bojů v letech 1919 a 1944. V roce 1919 se zde odehrávala bitva o Krivasoo, jedna z velkých bitev Estonské osvobozenecké války, v roce 1944 zde probíhaly těžké boje během obsazování Estonska Rudou armádou.